# Espaço euclidiano
Espaço euclidiano é um espaço vetorial real de dimensão finita munido de um produto interno.
Por volta de 300 a.C., o matemático grego Euclides estabeleceu as leis do que veio a ser chamado “Geometria euclidiana”, que é o estudo das relações entre ângulos e distâncias no espaço. Euclides desenvolveu primeiramente “a geometria plana” que trata da geometria de objetos bidimensionais em uma superfície plana. Ele então desenvolveu a “geometria sólida”, com que analisou a geometria de objetos tridimensionais. Todos os axiomas de Euclides foram codificados em um espaço matemático abstrato conhecido como espaço euclidiano bi ou tridimensional. Estes espaços matemáticos podem ser estendidos a qualquer dimensão, e tal espaço é chamado espaço euclidiano n-dimensional ou um n-espaço. Este artigo se refere a tais espaços matemáticos.
Para desenvolver esses espaços euclidianos de dimensões mais elevadas, as propriedades dos espaços euclidianos conhecidos devem ser expressas e então estendidas a uma dimensão arbitrária. Embora a matemática resultante seja um tanto abstrata, ela captura a natureza essencial dos espaços euclidianos com que todos nós estamos familiarizados.
Uma propriedade essencial de um espaço euclidiano é sua planitude. Existem outros espaços que não são euclidianos. Por exemplo, o espaço-tempo quadridimensional descrito pela teoria da relatividade quando a gravidade está presente não é euclidiano.

## Panorama
Uma maneira de se pensar no plano euclidiano é como um conjunto de pontos que satisfazem a determinadas relações, expressáveis em termos de distância e de ângulo. Por exemplo, há duas operações fundamentais no plano. Uma é a translação, que significa um deslocamento do plano de modo que cada ponto é deslocado no mesmo sentido e pela mesma distância. A outra é rotação em torno de um ponto fixo no plano, em que cada ponto no plano gira em torno desse ponto fixo através do mesmo ângulo. Um dos princípios básicos da geometria euclidiana é que duas figuras (isto é, subconjuntos) do plano são consideradas equivalentes (congruentes) se uma puder ser transformada na outra por alguma sequência das translações e rotações.
Para se fazer tudo isso matematicamente preciso, deve-se definir claramente as noções de distância, ângulo, translação, e rotação. A maneira padrão para se fazer isso, como realizado no restante deste artigo, é definir o plano euclidiano como um espaço real vetorial bidimensional equipado com um produto interno. Para tanto:
- os vetores no espaço vetorial correspondem aos pontos do plano euclidiano;
- a operação da adição no espaço vetorial corresponde à translação; e
- o produto interno implica noções de ângulo e de distância, que podem ser usadas para definir a rotação.

Uma vez que o plano Euclidiano foi descrito dessa forma, é realmente uma coisa fácil estender seu conceito a dimensões arbitrárias. Para a maior parte, o vocabulário, as fórmulas e os cálculos não são feitos com mais dificuldade pela presença de mais dimensões. (Entretanto, as rotações são mais sutis em dimensões elevadas, e visualizar espaços de dimensões mais levadas torna-se difícil, mesmo para matemáticos experientes.)
O espaço euclidiano não é tecnicamente um espaço vetorial mas mais exatamente um espaço afim, em que um espaço vetorial age. Intuitivamente, a distinção diz apenas que não há nenhuma escolha canônica de onde a origem deve se dirigir no espaço, porque ela pode ser transladada para qualquer lugar. Neste artigo, esse detalhe técnico é amplamente ignorado.

## Espaço coordenado real
Seja {\displaystyle \mathbb {R} } o corpo de números reais. Para qualquer inteiro não-negativo {\displaystyle n,} o espaço de todos as {\displaystyle n}-uplas de números reais forma um espaço vetorial {\displaystyle n}-dimensional sobre {\displaystyle \mathbb {R} ,} que é denotado {\displaystyle \mathbb {R} ^{n}} e às vezes chamado de espaço coordenado real. Um elemento de {\displaystyle \mathbb {R} ^{n}} é escrito como
{\displaystyle \mathbf {x} =(x_{1},x_{2},\ldots ,x_{n}),}
onde cada {\displaystyle x_{i}} é um número real. As operações do espaço vetorial em {\displaystyle \mathbb {R} ^{n}} são definidas por
{\displaystyle \mathbf {x} +\mathbf {y} =(x_{1}+y_{1},x_{2}+y_{2},\ldots ,x_{n}+y_{n}),}
{\displaystyle a\,\mathbf {x} =(ax_{1},ax_{2},\ldots ,ax_{n}).}
O espaço vetorial {\displaystyle \mathbb {R} ^{n}} vem com uma base padrão (base canônica):
{\displaystyle {\begin{array}{c}\mathbf {e} _{1}=(1,0,\ldots ,0),\\\mathbf {e} _{2}=(0,1,\ldots ,0),\\\vdots \\\mathbf {e} _{n}=(0,0,\ldots ,1).\end{array}}}
Um vetor arbitrário em {\displaystyle \mathbb {R} ^{n}} pode então ser escrito na forma
{\displaystyle \mathbf {x} =\sum _{i=1}^{n}x_{i}\mathbf {e} _{i}.}
{\displaystyle \mathbb {R} ^{n}} é o exemplo perfeito de um espaço vetorial real {\displaystyle n}-dimensional . Todo espaço vetorial real {\displaystyle n}-dimensional {\displaystyle V} é isomórfico a {\displaystyle \mathbb {R} ^{n}.} Entretanto, esse isomorfismo não é canônico. Uma escolha do isomorfismo é equivalente a uma escolha da base para {\displaystyle V} (olhando a imagem da base padrão para {\displaystyle \mathbb {R} ^{n}} em {\displaystyle V}). A razão para se trabalhar com espaços vetoriais arbitrários em vez de {\displaystyle \mathbb {R} ^{n}} é que geralmente é preferível trabalhar de uma maneira independente de coordenadas (isto é, sem escolher uma base preferida).

## Características
- Comprimento:[2] O espaço euclidiano apresenta uma função chamada de "norma" ou "módulo" que relaciona cada vetor a um número escalar real não negativo, representando o seu comprimento. O módulo representa a raiz quadrada do produto interno do vetor por si mesmo:[3]
{\displaystyle ||v||={\sqrt {\langle v\cdot v\rangle }}}  Se identificarmos {\displaystyle v}como um ponto no espaço então o {\displaystyle ||v||}será a distância da origem até esse ponto, ou podemos calcular também a distância entre dois outros pontos quaisquer. Não importa qual seja o escalar {\displaystyle c},o comprimento de {\displaystyle c}{\displaystyle v} é:
{\displaystyle {\ce {||cv||=|c|||v||}}}
Para verificar isso basta calcular {\displaystyle ||cv||^{2}=(cv)\cdot (cv)=c^{2}v\cdot v=c^{2}||v||^{2}}e aplicar a raiz quadrada e perceberá que é condizente.
Utiliza-se vetores de comprimento 1 que são os chamados vetores unitários para facilitar os cálculos, que é composto pelo quociente do vetor {\displaystyle v} pelo seu comprimento, resultando em um vetor unitário {\displaystyle u}que tem a mesma direção e o mesmo sentido de {\displaystyle v}.

- Ângulo: Dois vetores quaisquer do espaço formam um ângulo que é o arco-cosseno da razão entre o produto interno dos vetores e o produto de seus módulos. Ou seja, se um vetor for {\displaystyle {\overrightarrow {AB}}} e o outro {\displaystyle {\overrightarrow {AC}},} então:[4]
{\displaystyle \cos {\widehat {BAC}}={\frac {{\overrightarrow {AB}}\cdot {\overrightarrow {AC}}}{|AB||AC|}}}
Assim é possível descobrir a angulação entre duas retas que partem de um mesmo ponto, como por exemplo da origem, tanto para {\displaystyle \mathbb {R} ^{2}}e para {\displaystyle \mathbb {R} ^{3}} funciona de maneira análoga. Não importando se os vetores serão multiplicados por constantes escalares positivas. Além de que a medida do ângulo não depende da escala e do tamanho das distâncias, pois como mencionado elas podem estar multiplicas por constantes, e mesmo assim todos os ângulos serão preservados. Por ser uma medida sem dimensão utilizamos radianos para sua aplicação em geral ou graus para ilustração visual.
- Distância entre dois vetores: Dois vetores quaisquer {\displaystyle a} e {\displaystyle b} sempre apresentam um valor que representa a distância entre eles. Ela é definida pela fórmula:
{\displaystyle {\sqrt {(a_{1}-b_{1})^{2}+(a_{2}-b_{2})^{2}+\ldots }}}
- Rotação e Reflexão:[5] São transformações que preservam as características do espaço euclidiano. As características a cima mesmo que representem o espaço euclidiano, elas funcionam da mesma forma para qualquer espaço afim. A rotação mantém um ponto em comum fixado. A reflexão possui uma série de pontos em comum. Transformações que preservam esses pontos e estão no espaço euclidiano são lineares, tanto a rotação quanto a reflexão. As transformações {\displaystyle Q} devem obedecer para todo x e y:

{\displaystyle Qx\cdot Qy=x\cdot y}
Sendo que os elementos de uma {\displaystyle Q} são exatamente soluções desta equação da matriz:
{\displaystyle Q^{T}Q=QQ^{T}=I}
Aonde {\displaystyle Q^{T}}é a transposta de {\displaystyle Q}e o {\displaystyle I}é a matriz identidade.
O movimento de rotação no espaço euclidiano deixa a distancia entre dois pontos inalterados após a transformação, porém para ser uma transformação tem que preservar a orientação da rotação ou senão será uma rotação imprópria se inverter sua orientação.
Em duas dimensões somente é necessário saber o ângulo e o ponto de origem para saber a rotação. Já em três dimensões possui três variáveis livres: Ângulo de Euler, Ângulo do eixo e matriz.

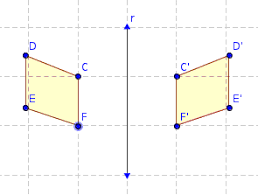
Reflexão pelo eixo vertical.

A reflexão funciona como uma isometria em um hiperplano com uma série de pontos fixos, que é denominado como eixo no {\displaystyle \mathbb {R} ^{2}} e como plano no {\displaystyle \mathbb {R} ^{3}}. A reflexão funciona como um espelho que reflete, como um p para um q em um eixo vertical. Levando em consideração que se refletirmos novamente no mesmo eixo voltará ao ponto inicial como no caso anterior voltará a ser um p.  
- Por definição, dois vetores {\displaystyle u} e {\displaystyle v} cujo produto interno é 0 {\displaystyle [(u\cdot v)=0]}são chamados vetores ortogonais.[6] Isso é devido a perpendicularidade dos vetores. Pelo Teorema de Pitágoras dois vetores {\displaystyle u} e {\displaystyle v}são ortogonais se e somente se :{\displaystyle ||u+v||^{2}=||u||^{2}+||v||^{2}}.

- Vale a desigualdade de Cauchy-Schwarz para dois vetores {\displaystyle u} e {\displaystyle v:}[3] {\displaystyle |\langle u,v\rangle |\leq ||u||\cdot ||v||} onde {\displaystyle \langle u,v\rangle } é o produto interno de {\displaystyle u} e {\displaystyle v.}

## Coordenadas não cartesianas

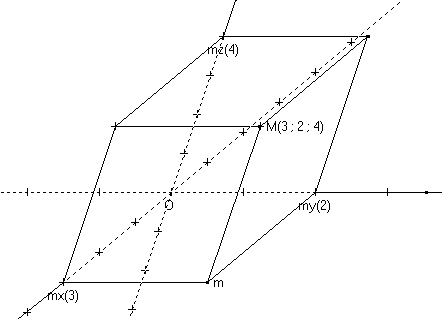
Figura em 3 dimensões inclinada no.

As coordenadas cartesianas são as mais utilizadas pois além de serem as mais simples para nossas compreensão a maior parte das coisas são pensadas sobre elas, porém não são a única forma de representar um espaço euclidiano. Existe também outras coordenadas como as representadas pelas combinações afins como as coordenadas baricêntricas. Essas coordenadas diferentes são completamente compatíveis, a diferença entre elas cabe à distâncias e angulações mais complexas que são descritas por fórmulas menos convencionais. Como dito as suas propriedades se mantém e respeitam as mesmas características, como por exemplo a ortogonalidade. Em ambos sistemas de coordenadas se mantém com mesmo aspecto de ser ortogonal à uma ou à demais retas ou planos. 